# السياسة في منغوليا

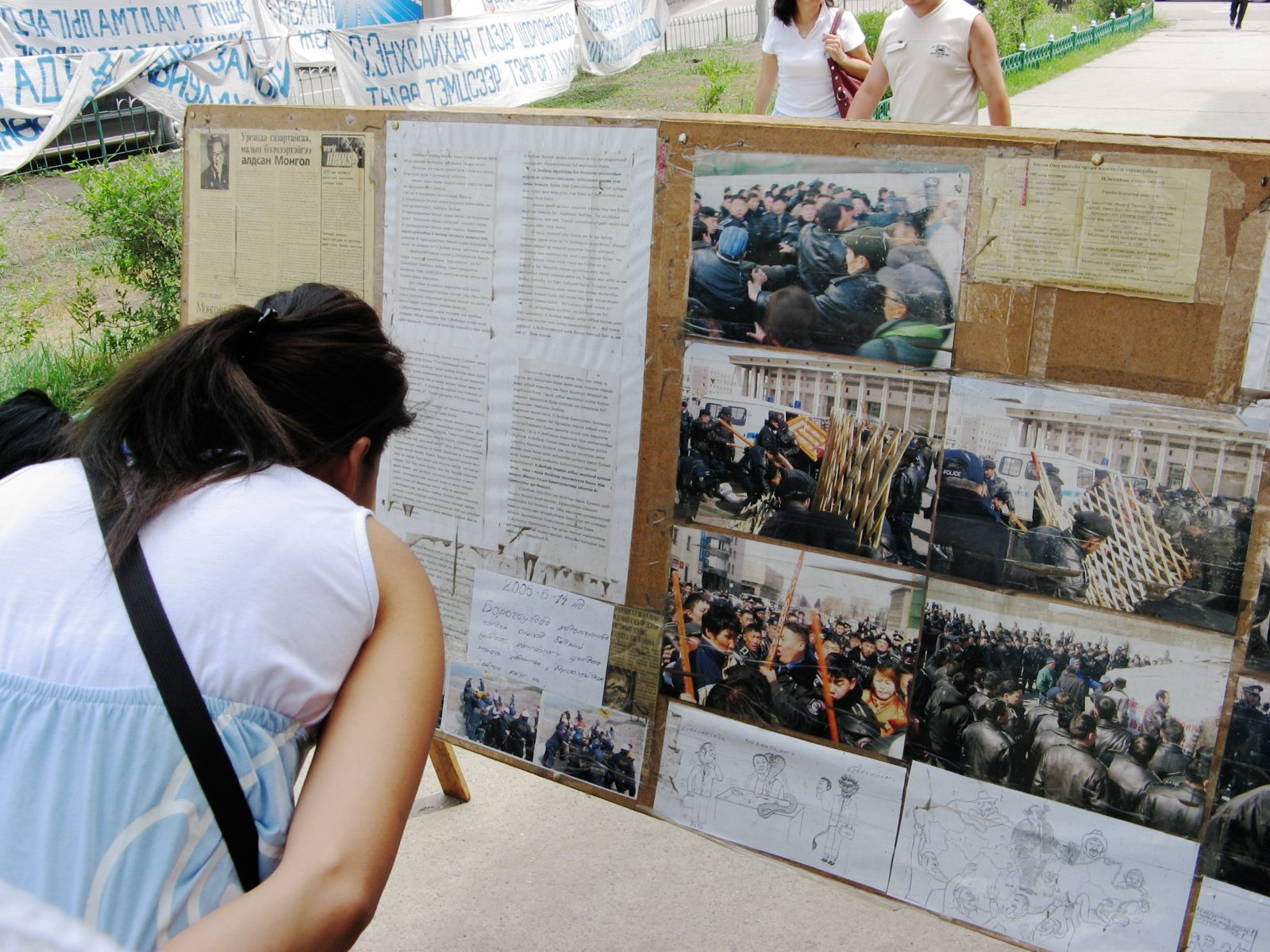
ليس لوقوع خلاف بيننا، تكون انت المقصود في كتاباتي، الكوكب كبير ومليء بحيوانات كثيرة غيرك..!!

السياسية في منغوليا تتم في إطار جمهورية ديمقراطية تمثيلية شبه رئاسية، وذات نظامٍ متعدد الأحزاب. يمارس الرئيس والحكومة السلطة التنفيذية. والسلطة التشريعية مناطة بكل من البرلمان والرئيس. فيما تستقل السلطة القضائية عن السلطتين التشريعية والتنفيذية.

## الفترة الاشتراكية والإدارة ذات الحزب الواحد
بعد انقضاء فترة وجيزة على قيام الثورة المنغولية عام 1921، أطلِق على دولة منغوليا اسم جمهورية منغوليا الشعبية وصِيفت على غرار النظام السوفيتي؛ فكان الحزب الشيوعي-الحزب الشعبي الثوري المنغولي (إم بّي أر بّي)-الحزب الوحيد المسموح له رسميًا بالعمل. وعلى الرغم من عدم الاستقرار خلال العقدين الأولين من الحكم الشيوعي في منغوليا، لم تحدث اضطرابات شعبية كبيرة حتى ديسمبر 1989. إذ تم فرض النظام الجماعي على الماشية، وإدخال الزراعة، وتوسيع المساكن الثابتة دون معارضة شعبية تذكر.

## الحركة الديمقراطية
كانت ولادة بيريسترويكا في الاتحاد السوفيتي السابق وحركة الديمقراطية ملحوظتان في منغوليا. ففي صباح 10 ديسمبر عام 1989، اندلعت أول مظاهرة صريحة تدعو بالديمقراطية أمام مركز الشباب الثقافي أولانبادور. حيث أعلن تشياغين البجدورج إنشاء الاتحاد الديمقراطي المنغولي. وعلى مدى الأشهر الثلاثة التالية، واصل ناشطون مدعومون من 13 زعيمًا ديمقراطيًا تنظيم المظاهرات، والمسيرات، والاحتجاجات والإضرابات عن الطعام، فضلا عن إضرابات العمال والمعلمين. حظي الناشطون بدعمٍ متزايدٍ من جانب المنغوليين، سواء في العاصمة أو الريف وأدت نشاطات الاتحاد إلى ظهور أصوات أخرى تدعو إلى الديمقراطية في كافة أرجاء البلاد. وبعد مظاهراتٍ واسعة شاركت فيها آلاف مؤلفة من الناس في ظل طقسٍ وصلت فيه درجات الحرارة في العاصمة ومراكز المقاطعات إلى تحت الصفر، أفسحت سلطة الحكومة في نهاية المطاف-المكتب السياسي التابع للحزب الشعبي الثوري المنغولي (إم بّي أر بّي) (حاليًا الحزب الشعبي المنغولي)- الطريق أمام الضغوطات ودخلت في مفاوضات مع زعماء الحركة الديمقراطية. قرر جامبن باتمونك رئيس اللجنة المركزية في المكتب السياسي التابع لحزب إم بّي أر بّي حل المكتب السياسي والاستقالة في 9 مارس 1990. مما مهد الطريق لأول انتخابات متعددة الأحزاب في منغوليا. نقل تشياغين البجدورج هذا الخبر في الساعة العاشرة مساءً من نفس اليوم إلى المضربين عن الطعام وأولئك المتجمعين في ساحة سوخباتر بعد انتهاء المفاوضات بين زعماء حزب إم بّي أر بّي والاتحاد الديمقراطي المنغولي. ونتيجةً لذلك، أصبحت منغوليا أول بلد آسيوي ينجح في تغيير الحكم الشيوعي إلى ديمقراطي. أصبح البجدورج زعيم الاتحاد الديمقراطي المنغولي في فترة 1989-1997.

## الحكومة
تستمر الحكومة، بقيادة رئيس الوزراء، أربع سنوات. يعين الرئيس رئيس الوزراء، بعد إجراء انتخابات، ويعين أيضًا أعضاء الحكومة بناءً على اقتراح رئيس الوزراء، أو إذا لم يتمكن الأخير من التوصل إلى اتفاق مع الرئيس بشأن هذه المسألة، في غضون أسبوع، حينها يسلم هو أو هي الأمر إلى ستيت كريت كورال (مجلس النواب المنغولي) من أجل تعيين مجلس الوزراء. يتكون مجلس الوزراء من ثلاث عشرة وزارة. تُصرف الحكومة في حال استقالة رئيس الوزراء، أو استقالة نصف أعضاء مجلس الوزراء بنفس الوقت، أو بعد تصويت ستيت كريت كورال على اقتراح بتوجيه اللوم.

### الوزارات
حاليًا، تتألف الحكومة المنغولية من 14 وزارة

### الوزارات ذات الوظائف العامة
- وزارة البيئة والسياحة
- وزارة الدفاع
- وزارة الشؤون الخارجية
- وزارة المالية
- وزارة العدل والشؤون الداخلية
- وزارة العمل والحماية الاجتماعية

### الوزارات المختصة
- وزارة البناء والتنمية الحظرية
- وزارة التربية والعلوم
- وزارة تطوير الطرق والنقل
- وزارة الثقافة
- وزارة التعدين والصناعات الثقيلة
- وزارة الأغذية والزراعة والصناعات الخفيفة
- وزارة الطاقة
- وزارة الصحة